# Lourenço de Almeida
Don Lourenço de Almeida (Martim, 1480 – Chaul, 1508) è stato un esploratore e militare portoghese.

## Biografia
Unico figlio di Francisco de Almeida, primo Viceré dell'India portoghese, nacque a Martim, cittadina nel nord del Portogallo nel 1480.
Di statura eccezionalmente alta per l'epoca (vicina ai 2 metri), divenne capitano di marina al servizio del padre e nel 1505 venne da lui incaricato di intercettare una flotta moresca carica di spezie lungo il suo tragitto nell'Oceano Indiano. A causa di una tempesta, le sue navi finirono fuori rotta e de Almeida approdò così a Ceylon, sbarcando presso la città di Galle.
Fu il primo portoghese a raggiungere l'isola, ed intrattenne amichevoli relazioni commerciali con il locale re di Kotte, cui offrì la propria protezione militare in cambio di un tributo annuale (sotto forma di cannella, spezia molto pregiata al tempo), Fu questo il primo passo per il consolidamento del predominio commerciale e politico lusitano sulla regione, che si concretizzerà nel 1518 con il permesso accordato agli europei di costruire un forte nella città di Colombo e di esercitare l'attività commerciale sotto speciali concessioni. Ceylon entrò così a far parte dell'impero coloniale controllato da Lisbona, nella cui orbita rimase fino alla metà del XVII secolo.
Soprannominato O Diabo louro ("Il Diavolo biondo"), fu in seguito inviato dal padre nel 1506 contro lo zamorin di Calicut, che progettava di ribellarsi al dominio portoghese nella regione indiana, e riportò una notevole vittoria nella battaglia di Cannanore, nonostante la netta inferiorità numerica delle sue forze. Due anni più tardi, fu nuovamente al comando di una flotta mandata in difesa delle postazioni di Cochin e Cannanore, ma la sua squadra fu sorpresa da una coalizione di forze mamelucche e indiane che la ingaggiarono nella battaglia di Chaul, nella quale fu duramente sconfitta. Durante la ritirata, la nave sulla quale de Almeida si trovava fu affondata, ed egli morì in seguito alle ferite riportate nello scontro.
La morte di de Almeida sarà in seguito citata da Luís de Camões come esempio di eroismo nella sua opera epica I Lusiadi (canto X, 29-32).